# Віхув
Віхув (пол. Wichów) — село в Польщі, у гміні Бжезьниця Жаґанського повіту Любуського воєводства.
Населення — 500 осіб (2011).
У 1975-1998 роках село належало до Зеленогурського воєводства.

## Демографія
Демографічна структура станом на 31 березня 2011 року:
|          | Загалом | Допрацездатний вік | Працездатний вік | Постпрацездатний вік |
| -------- | ------- | ------------------ | ---------------- | -------------------- |
| Чоловіки | 242     | 41                 | 175              | 26                   |
| Жінки    | 258     | 57                 | 154              | 47                   |
| Разом    | 500     | 98                 | 329              | 73                   |